# Lise Smith
Lise Smith (1940 circa) è un'ex sciatrice alpina norvegese.

## Biografia
Sciatrice polivalente, Lise Smith nel 1961 si classificò 9ª nello slalom gigante e 13ª nello slalom speciale al trofeo Holmenkollen-Kandahar (Holmenkollen, 25-26 febbraio) e vinse la medaglia di bronzo nella discesa libera e nella combinata ai Campionati norvegesi; non prese parte a rassegne olimpiche o iridate.

## Palmarès

### Campionati norvegesi
- 2 medaglie[senza fonte]:
  - 2 bronzi (discesa libera, combinata nel 1961)[senza fonte]